# Саєвич Омелян
Саєвич Омелян (нар. 1869 — пом. 1944) — український кооператор, один із творців і перших організаторів кооперативного руху в Галичині. 

## Життєпис
Перший директор і головний ревізор Крайового Союзу Ревізійного (1904—1921). Після окупації Галичини російськими військами у 1914 - 1915  переїхав до Відня, але наприкінці 1915 року повернувся до Львова. Брав участь в організації Крайового комітету організації кооперативів (ККОК), а також у заснуванні в 1921 році «Господарсько-кооперативного часопису», який став одним із найпопулярніших економічних періодичних видань Галичини. 
В 1921-1924 роках обіймав посаду одного з директорів Крайового союзу кредитового, який згодом було переформатовано у Центральний Кооперативний банк «Крайовий союз кредитовий – Центробанк», який об'єднував сільську кредитну кооперацію райффазенівського типу та міську кредитну кооперацію (Українбанки). Займав  дану посаду до 1939 року.